# Tramway de Francfort-sur-le-Main
Pour les articles homonymes, voir Tramway de Francfort.
Le tramway de Francfort-sur-le-Main est un réseau de tramway dans la ville allemande de Francfort-sur-le-Main comprenant 9 lignes régulières et 63,55 kilomètres de voies. En 2010, il a transporté 49,7 millions de passagers. Il fait partie des transports en commun de Francfort depuis 1872.
Comme le réseau de métro, le tramway est exploité par la Verkehrsgesellschaft Frankfurt (VGF), une entreprise dépendante de la municipalité de Francfort, dans le cadre d'une gestion directe (« in house ») telle qu'elle est prévue par le cadre législatif européen. Le contrat d'exploitation porte sur 20 ans à compter du 1er janvier 2011. La VGF est également propriétaire des infrastructures, du matériel roulant et des stations.

## Historique

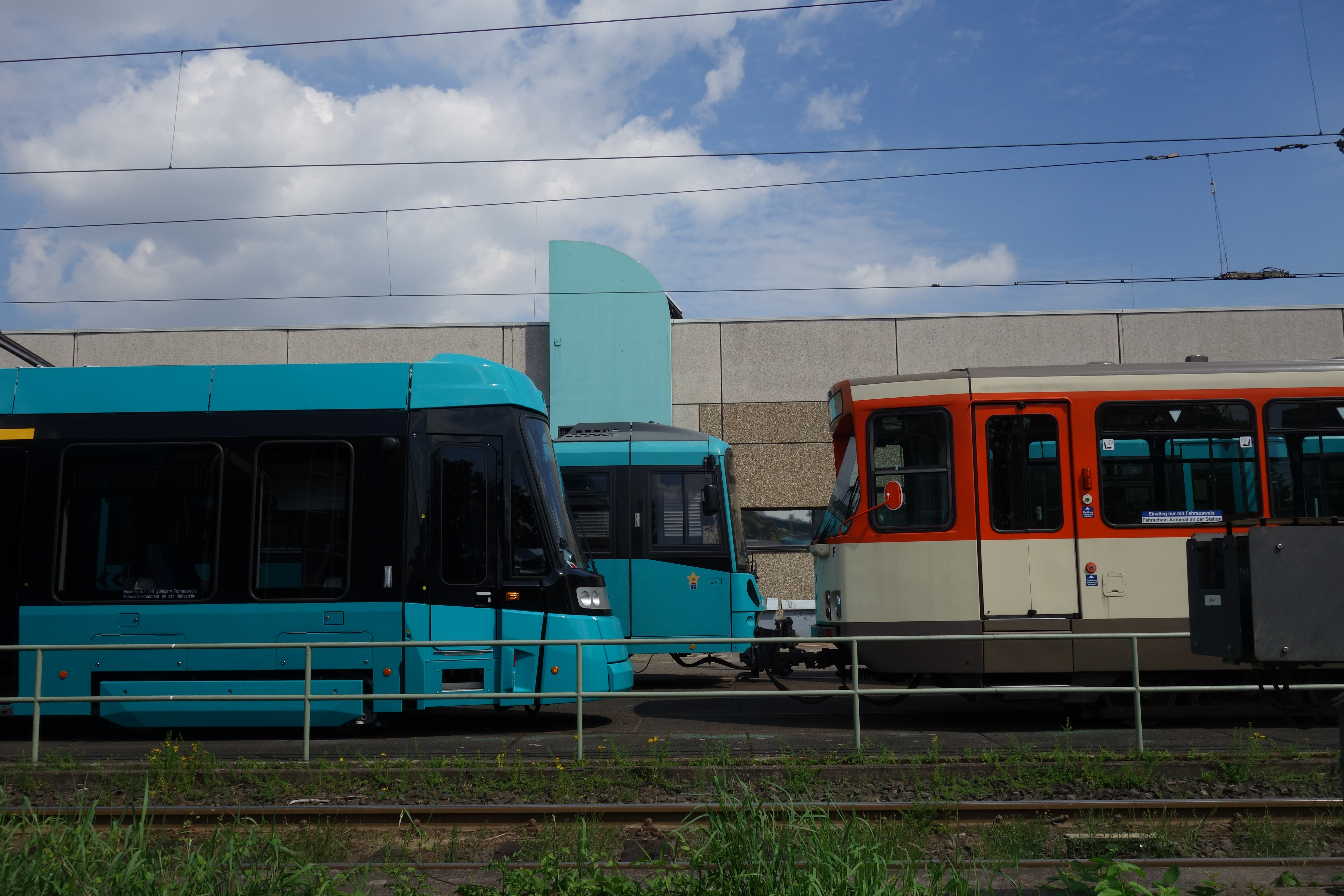
Nouveaux et anciens: Wagon de type T (à gauche) et Pt (à droite) avec rame de la série U5 (au milieu)

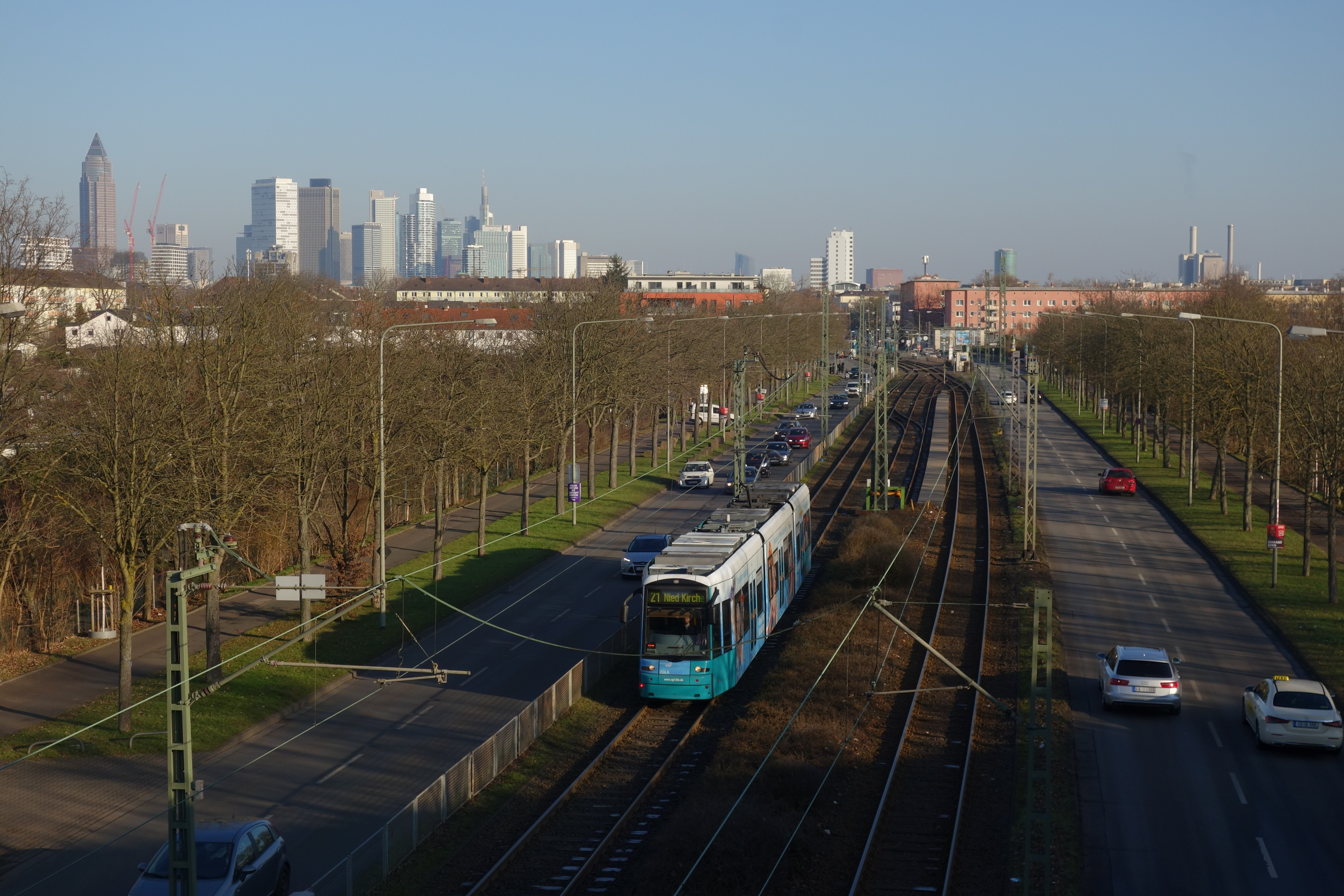
Wagon de type S comme ligne 21 en direction de Nied sur la Mainzer Landstrasse

En 2021, le gouvernement de l'état fédéral de la Hesse octroie un financement à Francfort pour étudier la faisabilité d'un service de tram-cargo dans la ville.

## Le réseau actuel

### Lignes régulières
- 11 Höchst Zuckschwerdtstraße - Fechenheim Schießhüttenstraße
- 12 Schwanheim Rheinlandstraße - Fechenheim Hugo-Junkers-Straße
- 14 Neu-Isenburg Stadtgrenze - Bornheim Ernst-May-Platz
- 15 Niederrad Haardtwaldplatz/Stadion - Südbahnhof (- Offenbach Stadtgrenze (en heure de pointe))
- 16 Ginnheim - Offenbach Stadtgrenze
- 17 Rebstockbad - Pforzheimer Straße
- 18 Preungesheim Gravensteiner-Platz - Lokalbahnhof (- Offenbach Stadtgrenze (uniquement le samedi))
- 19 Schwanheim Rheinlandstraße - Südbahnhof (uniquement deux fois par jour)
- 21 (Nied Kirche - (en heure de pointe)) Gallus Mönchhofstraße - Stadion

### Lignes de renforts et services spéciaux
- 20 Hauptbahnhof - Stadion (desserte du stade)
- EE « Ebbelwei-Express » (ligne touristique avec des rames historiques, uniquement samedi, dimanche et jour de fêtes)
- « Lieschen » (service spécial à l'occasion de la fête foraine de Francfort en février)